# Solčany
Solčany és un poble i municipi d'Eslovàquia que es troba a la regió de Nitra, al sud-oest del país. El 2011 tenia 2.467 habitants.

## Història
La primera menció escrita de la vila es remunta al 1113.

## Demografia
| Godina             | 1994 | 2004   | 2014   | 2024 |
| ------------------ | ---- | ------ | ------ | ---- |
| Nombre de persones | 2318 | 2499   | 2475   | 2475 |
| Diferència         |      | +7,80% | −0,96% | +0%  |

| Godina             | 2023 | 2024   |
| ------------------ | ---- | ------ |
| Nombre de persones | 2515 | 2475   |
| Diferència         |      | −1,59% |